# الوارس
الوارس هي قرية في مقاطعة سرعين، إيران. عدد سكان هذه القرية هو 1,007 في سنة 2006.